# Addison-Emery-Verrill-Medaille
Die Addison-Emery-Verrill-Medaille (Addison Emery Verrill Medal) ist die höchste Auszeichnung des Peabody-Museums für Naturkunde an der Yale University. Sie wird in unregelmäßigen Abständen für herausragende Leistungen in den Naturwissenschaften verliehen. Benannt wurde diese Medaille nach dem US-amerikanischen Zoologen Addison Emery Verrill. Wie der Pulitzer-Preis, der Peabody Award, die Newbery Medal und die Caldecott Medal wurde diese Auszeichnung von der Medallic Art Company in Dayton hergestellt. Auf der Rückseite der Medaille befindet sich ein Seestern; auf der Vorderseite das Abbild von Addison Emery Verrill. Seit ihrer Einführung im Jahre 1959 wurden 22 Wissenschaftler ausgezeichnet.

## Preisträger (Auswahl)
| Name                               | Jahr | Bild |
| ---------------------------------- | ---- | ---- |
| Alexander Petrunkevitch            | 1959 |      |
| Glenn Lowell Jepsen                | 1962 |      |
| Richard Stockton MacNeish          | 1966 |      |
| George Gaylord Simpson             | 1966 |      |
| Theodosius Grigorievich Dobzhansky | 1966 |      |
| Ernst Mayr                         | 1966 |      |
| George Ledyard Stebbins            | 1967 |      |
| Jean Théodore Delacour             | ?    |      |
| Rudolph Franz Zallinger            | 1980 |      |
| R. Gordon Wasson                   | 1983 |      |
| John Harold Ostrom                 | 1999 |      |
| Norman D. Newell                   | ?    |      |
| Peter Hamilton Raven               | 2007 |      |
| Edward O. Wilson                   | 2007 |      |
| Alison F. Richard                  | 2008 |      |
| May Berenbaum                      | 2016 |      |
| Naomi Pierce                       | 2016 |      |
| Neil Shubin                        | 2016 |      |
| Geerat Vermeij                     | 2016 |      |
| David Attenborough                 | 2016 |      |